# Solanum tacanense
Solanum tacanense là loài thực vật có hoa trong họ Cà. Loài này được Lundell miêu tả khoa học đầu tiên năm 1943.